# Bobovac
 Ovo je glavno značenje pojma Bobovac. Za druga značenja pogledajte Bobovac (razdvojba).
Bobovac je najznačajniji i najbolje utvrđeni grad u srednjovjekovnoj Bosni podignut na strmoj, stubastoj stijeni južnih padina planinskoga masiva Dragovskih i Mijakovskih poljica iznad ušća Mijakovske rijeke u Bukovicu, jugozapadno od Vareša. Nalazi se nedaleko od sela Mijakovići i Dragovići, u općini Vareš. Gradu se može prići iz dvaju smjerova, i to od Kraljeve Sutjeske ili od Vareša. Sastojao se od gornjega grada s četvrtastom kulom, čiji ostaci i danas postoje, i donjega grada, na stepeniku nižem oko 20 metara, mnogokutna oblika oko 40 metara dužine i oko 25 metara širine, od čega se danas raspoznaje dvorište i zdenac. Kraljevska grobna kapela je rekonstruirana. Danas se tu nalazi mauzolej dinastije Kotromanića. Ministar obrane Federacije BiH Mijo Anić 2001. godine s vojskom je uredio Bobovac. Od 2001. godine na spomendan blažene kraljice Katarine 25. listopada tradicijski se hodočasti na Bobovac.

## Povijest
Podigao ga je ban Stjepan II. Kotromanić nešto prije prve polovine 14. stoljeća. Nastavili su ga dograđivati kraljevi: Ostoja, Tvrtko II. i Tomaš. Bobovac je bio sjedište vladara Bosanske Banovine i Bosanskoga Kraljevstva od razdoblja vladavine bana Stjepana II Kotromanića (prva polovina 14. stoljeća), preko svih banova i kraljeva i sve do nestanka Bosanskog Kraljevstva turskim osvajanjem (1463. godine.) Prvi put se u pisanim dokumentima spominje 1349. godine.
Položaj grada, konfiguracija terena i fortifikacije oko Bobovca su omogućavali efikasnu obranu u slučaju napada. Grad je bio vojno i administrativno sjedište bosanskih kraljeva uz Kraljevu Sutjesku, koja je bila bez fortifikacija te je imala više administrativno-politički značaj. U njemu se čuvala kraljevska kruna Bosne. Tu se nalazila i kraljevska grobna kapela, preuređena za tu svrhu od stare bobovačke crkve, vjerojatno po nalogu kralja Stjepana Ostoje. U njoj su bila sahranjena tri bosanska kralja: Stjepan Ostoja, (1378. – 1418.), Tvrtko II. Kotromanić (1380. – 1443.) i Stjepan Tomaš Kotromanić (? – Orihovac, 10. srpnja 1461.). U dvorskoj kapeli obitelji Kotromanić su i grobovi kraljica Kujave i Doroteje, kćeri hrvatsko-slavonskoga bana Ivana Gorjanskog.
Bobovac je zbog svog geostrateškog, vojnog i političkog značaja bio meta napada osmanske vojske. Prilikom srpskog napada na Bosnu 1350. opsjeo ga je srpski car Stefan Dušan, ali ga nije osvojio. Rujna 1407. godine grad je osvojila vojska kralja Žigmunda i jedno vrijeme držala u njemu posadu u težnji da vrati na prijestolje svoga svrgnutog vazala Ostoju.
Stjepan Tomašević (1461. – 1463.), posljednji kralj Bosne, zbog neposredne opasnosti od Osmanlija, seli kraljevski dvor u Jajce.

### Radakova izdaja, pad Bobovca
Uzaludno je Stjepan Tomašević upozoravao zapadnoeuropske zemlje i Vatikan na opasnost od Osmanlija. Povjesničari su zabilježili da je kralj Tomašević bio iznimno zgodan, ali naivan. Pomoć mu nije stigla. Sultan Mehmed el Fatih je 19. svibnja s vojskom, koja je brojala sto pedeset tisuća konjanika, osim pješaštva, prešao Drinu bez ikakva otpora, a potom i rijeku Bosnu te napao Bobovac. Turci nisu mogli osvojiti Bobovac pa je sultan Radaku obećao golemo bogatstvo i čast u carskoj vojsci. Zapovjednik Bobovca Radak, kojega je sultan podmitio, izdao je grad.  Grad je osvojen tri dana poslije, 21. svibnja 1463. godine.   
Brzi pad Bobovca, koji je bio opskrbljen hranom, vodom, oružjem i streljivom i z vjerovalo se da može izdržati i dvogodišnju opsadu iznenadio je kralja Stjepana Tomaševića koji je sa stricem Radivojem iz Jajca pobjegao u Bilaj pod Ključem. i onemogućio ga u namjeri da sakupi vojsku i dobije stranu pomoć. Zbog toga su se i posade Visokog i nekih drugih gradova predale bez borbe. Radak je sultanu tajno poručio da će mu predati Bobovac. Dobivši ono što je tražio, sultan je Radaku rekao da onaj koji izda svog kralja ne može biti vjeran pripadnik ni njegova carstva, te da će mu stoga odsjeći glavu. Tada je Radak zamolio sultana da mu ispuni posljednju želju, htio se s planinskog izvora još jedanput napiti hladne vode koju je kroz život pio. Sultan je na to pristao. To vrelo i danas se zove Radakovo vrilo. Nakon što se napio vode sultanovi vojnici Radaku su odrubili glavu, a obezglavljeno tijelo sunovratili s visoke litice. Ta stijena dobila je ime Radakova stijena.Nakon njegovog zauzimanja, Osmanlije su ga razorili ali su zbog njegovog strateškog značaja ponovo sagradili neke objekte potrebne za njihov boravak. 
Osmanska posada je boravila u Bobovcu sve do 1626. godine kada je grad napušten. Nastavkom osmanskih osvajanja prema sjeverozapadu Europe Bobovac ostaje duboko u pozadini i gubi svoj strateški značaj.

## Vanjske poveznice
- Bobovac na satelitskoj karti
- Marko Dragić, Radakova izdaja Bobovca